# 小野一也
小野 一也（おの かずや、1968年8月13日 - ）は、福岡県北九州市小倉南区出身の元プロ野球選手（投手）。

## 来歴・人物
常磐高校時代はとにかく球速が速いことで知られ、1986年春の福岡県大会ではノーヒットノーランを含む4試合連続完封試合を記録した。無名校で甲子園出場は果たせなかったものの公式戦128イニングで155奪三振を奪うなど九州No.1左腕と評判も高く12球団が獲得に動くほどの注目を集めた。
1986年のプロ野球ドラフト会議で広島東洋カープから2位指名を受け入団した。
プロ1年目の1987年は、高校3年生の最後の夏の大会で肘を痛めた影響でウエスタンリーグでもほとんど登板がなかった。秋のアメリカ教育リーグでは完封を記録するが、翌シーズンのオープン戦で再度肘痛を発症し、その後手術をした。リハビリにより投球できるまでに回復したが、1990年シーズン中に首脳陣との起用方法等のトラブルにより6月に自ら現役引退を申し入れて任意引退した。

## 詳細情報

### 年度別投手成績
- 一軍公式戦出場なし

### 背番号
- 63 （1987年 - 1990年途中）